# Agrionoptera cynthiae
Agrionoptera cynthiae е вид водно конче от семейство Libellulidae. Видът е незастрашен от изчезване.

## Разпространение
Разпространен е в Индонезия (Малуку).